# Scotland Act 1998
Scotland Act 1998 (c. 46) är en brittisk parlamentsakt, som erhöll kunglig sanktion den 19 november 1998. Genom lagen återupprättades det skotska parlamentet.
Den långa titeln lyder "An Act to provide for the establishment of a Scottish Parliament and Administration and other changes in the government of Scotland; to provide for changes in the constitution and functions of certain public authorities; to provide for the variation of the basic rate of income tax in relation to income of Scottish taxpayers in accordance with a resolution of the Scottish Parliament; to amend the law about parliamentary constituencies in Scotland; and for connected purposes."
Lagen kom sedan att utökas med: 
- Scottish Parliament (Constituencies) Act 2004
- Constitutional Reform Act 2005
- Scotland Act 2012.